# Hanjin Shipping

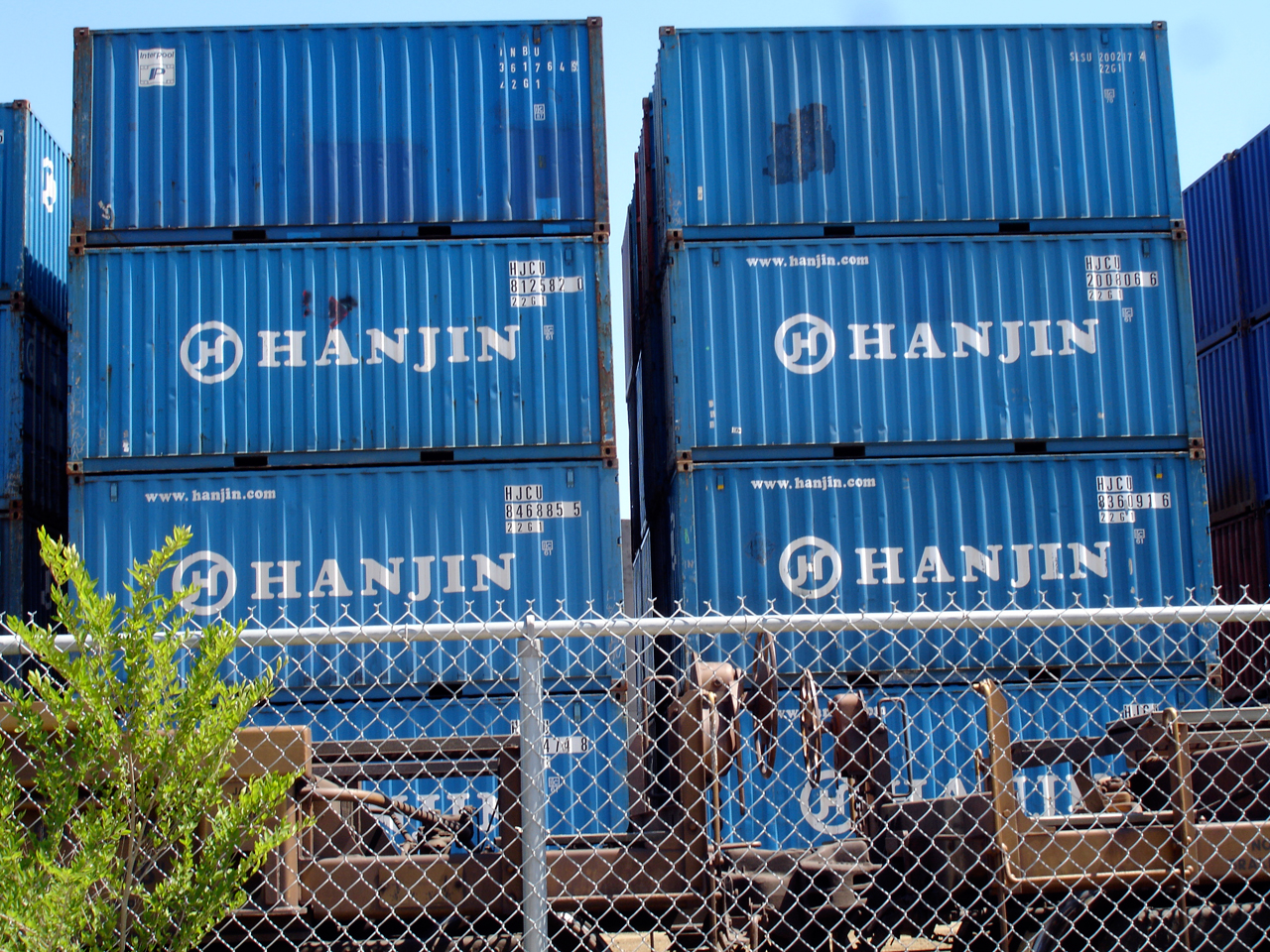
Containers van Hanjin Shipping

Hanjin Shipping (Koreaans: 한진해운) was een Zuid-Koreaanse rederij gespecialiseerd in containerisatie die onderdeel was van de Hanjin Group. 
In 1977 werd Hanjin Container Lines opgericht en na een fusie met Korea Shipping Corp ontstond in 1988 Hanjin Shipping.  In juli 2016 vroeg het bedrijf uitstel van betaling aan. In februari 2017 heeft het gerechtshof in Seoul Hanjin Shipping failliet verklaard.
Vlak voor het faillissement bestond de vloot van de rederij uit meer dan 140 containerschepen, bulkcarriers en tankers. Het bedrijf had elf containerterminals en 230 vestigingen in meer dan 60 landen. Hanjin was de grootste Koreaanse containertransporteur en behoorde ook wereldwijd tot de top 10.
In augustus 2017 werd duidelijk dat er een schuld is overgebleven van US$ 10,5 miljard. De curator heeft US$ 220 miljoen binnengehaald door de verkoop van activa zoals schepen en terminals, maar dit was veruit onvoldoende om alle schulden terug te betalen. De ondergang van Hanjin is daarmee het grootste faillissement binnen de scheepvaartsector.